# Fraisse-sur-Agout
Fraisse-sur-Agout este o comună în departamentul Hérault din sudul Franței. În 2009 avea o populație de 346 de locuitori.

## Evoluția populației
| An        | 1975 | 1982 | 1990 | 1999 | 2006 | 2009 |
| --------- | ---- | ---- | ---- | ---- | ---- | ---- |
| Populație | 270  | 266  | 249  | 322  | 363  | 346  |